# II liga polska w piłce siatkowej mężczyzn (2025/2026)
Ten artykuł dotyczy przyszłego wydarzenia sportowego. Informacje w nim zawarte zmienią się w przyszłości.
II liga polska w piłce siatkowej mężczyzn 2025/2026 – 36. edycja ligowych rozgrywek siatkarskich trzeciego szczebla, organizowanych przez Polski Związek Piłki Siatkowej pod nazwą II liga.

## System rozgrywek[1]
- Etap I (dwurundowa faza zasadnicza) – przeprowadzona zostaje w formule ligowej, systemem kołowym (tj. "każdy z każdym – mecz i rewanż".

O końcowej klasyfikacji decyduje kolejno:
1. większa liczba zdobytych punktów
2. większa liczba zwycięstw
3. większy stosunek setów,
4. większy stosunek „małych” punktów
5. wynik bezpośrednich spotkań (kolejno – punkty, sety, „małe punkty”)

Najwyżej sklasyfikowane cztery drużyny każdej z grup awansują do rundy play-off. Najsłabsze dwa zespoły każdej z grup spadają do III ligi. Pod uwagę zarówno w kwestii udziału w rundzie play-off jak i możliwości spadku nie jest brany zespół SMS PZPS Spała II (w tabeli końcowej jest uznawany za zespół zajmujący ostatnie miejsce).
- Etap II (runda play-off) – biorą w niej udział zespoły z miejsc 1-4 fazy zasadniczej. Rozgrywana  do  trzech  wygranych  spotkań ze zmianą gospodarza po dwóch kolejnych spotkaniach. Gospodarzem  I  terminu  play‐off  jest zespół,  który  po  rundzie  zasadniczej  zajął  wyższe  miejsce  w  tabeli.  Zespoły  grają według poniższego rozstawienia (konfrontują się drużyny z tej samej grupy):

1 – 4  
2 – 3  
Zwycięzcy  rywalizacji zagrają  w  turnieju  półfinałowym.  Przegrani  kończą sezon na miejscach 3‐4, zgodnie z tabelą po rundzie zasadniczej.
- Etap III (turnieje półfinałowe) – turnieje półfinałowe z udziałem 8 najlepszych drużyn, podzielone zostają one na 2 grupy:

I turniej: zwycięzca grupy 1, druga drużyna grupy 2, zwycięzca grupy 3, 
druga drużyna grupy 4
II turniej: zwycięzca grupy 4, druga drużyna grupy 3, zwycięzca grupy 2, 
druga drużyna grupy 1
Gra systemem "każdy z każdym". Do turnieju finałowego awansują po dwie najlepsze drużyny z każdej grupy.
- Etap IV (turniej finałowy) – 4 zespoły grają systemem "każdy z każdym". Najlepsze dwie drużyny awansują do PLS 1. Ligi.

## Drużyny uczestniczące

### Grupa 1
| | Uczestnicy poprzedniej edycji        |    |
| --- | ------------------------------------ | -- |
| POZ | Enea Energetyk Poznań                | 1  |
| SPC | SPS Cargill Słupca                   | 2  |
| WIL | LUKS Wilki Wilczyn                   | 3  |
| ŻYC | Volley Team Żychlin                  | 4  |
| WRZ | Krishome Września                    | 5  |
| TRE | Trefl Gdańsk II                      | 6  |
| GOR | PGE Akademia Siatkówki Stilon        | 7  |
| STO | Stoczniowiec Politechnika Gdańska    | 9  |
| TRZ | SUS Travel Elephant Trzebiatów       | 10 |
| TAR | Tarnovia Volleyball Tarnowo Podgórne | 12 |
| | Spadek z PLS 1. Ligi                 |    |
| SUL | STS Olimpia Sulęcin                  | 15 |
| | Awans z III ligi                     |    |
| PIŁ | UKS SMS Joker Piła                   |    |
| Oznaczenia: - kolumna pierwsza – skróty nazw drużyn wpisane na mapie (jeśli ta została zamieszczona), - kolumna trzecia – miejsce zajęte przez daną drużynę w poprzednim sezonie. |                                      |    |

### Grupa 2
| | Uczestnicy poprzedniej edycji |       |
| --- | ----------------------------- | ----- |
| WYS | Camper Wyszków                | 3     |
| KOB | SwK Kartpol Kobyłka           | 4     |
| WOL | MOS Wola Tramwaje Warszawskie | 5     |
| BEL | ProNutiva SKK Belsk Duży      | 6     |
| MET | Metro Family Warszawa         | 7     |
| MIE | MTS Międzyrzec Podlaski       | 8     |
| PŁO | KPS Płock                     | 8     |
| KOZ | Enea KKS Kozienice            | 9     |
| OLS | AZS UWM Olsztyn               | 10    |
| SPA | SMS PZPS Spała II             | 11    |
| | Spadek z PLS 1. Ligi          |       |
| BAS | BAS Białystok                 | 12    |
| | Awans z III ligi              |       |
| BŁO | Huragan VC Błonie             | [ c ] |
| Oznaczenia: - kolumna pierwsza – skróty nazw drużyn wpisane na mapie (jeśli ta została zamieszczona), - kolumna trzecia – miejsce zajęte przez daną drużynę w poprzednim sezonie. |                               |       |

### Grupa 3
| | Uczestnicy poprzedniej edycji         |    |
| --- | ------------------------------------- | -- |
| WIE | WKS Wieluń                            | 1  |
| ŻAG | BS Żagań WKS Sobieski Żagań           | 2  |
| GŁO | SPS Chrobry Głogów                    | 3  |
| WRO | Gwardia Wrocław                       | 4  |
| CZĘS | Eco-Team AZS UJD Stoelzle Częstochowa | 5  |
| WAŁ | Chełmiec Wałbrzych                    | 6  |
| JL | IM Rekord Volley Jelcz-Laskowice      | 7  |
| BIE | Dofu Bielawianka Bester Bielawa       | 8  |
| LEG | Ikar Legnica                          | 9  |
| GUB | MLKS Abo Energy Gubin                 | 10 |
| | Awans z III ligi                      |    |
| RAD | Bugaj Volley Radomsko                 |    |
| BRZ | SPS Modeko Brzeg Dolny                |    |
| Oznaczenia: - kolumna pierwsza – skróty nazw drużyn wpisane na mapie (jeśli ta została zamieszczona), - kolumna trzecia – miejsce zajęte przez daną drużynę w poprzednim sezonie. |                                       |    |

### Grupa 4
| | Uczestnicy poprzedniej edycji   |       |
| --- | ------------------------------- | ----- |
| SĘD | Avia Solar Sędziszów Małopolski | 1     |
| KRO | Karpaty - PANS Krosno           | 2     |
| AND | MKS Andrychów                   | 3     |
| RYB | TS Volley Rybnik                | 5     |
| STR | MKS Wisłok Strzyżów             | 6     |
| JAS | AT Jastrzębski Węgiel           | 8     |
| KĘT | UMKS Kęczanin Kęty              | 9     |
| TYC | TKS Tychy                       | 10    |
| | Spadek z PLS 1. Ligi            |       |
| KRA | AZS AGH Kraków                  | 13    |
| | Awans z III ligi                |       |
| RAC | SST Lubcza Racławówka           |       |
| DĄB | Volley Hermes Dąbrowa Górnicza  |       |
| | Awans z IV ligi                 |       |
| RZE | AKS AZS UR Rzeszów              | [ d ] |
| Oznaczenia: - kolumna pierwsza – skróty nazw drużyn wpisane na mapie (jeśli ta została zamieszczona), - kolumna trzecia – miejsce zajęte przez daną drużynę w poprzednim sezonie. |                                 |       |

## Runda zasadnicza

### Grupa 1
| Lp. | Drużyna                              | Pkt | Mecze | Mecze | Mecze | Rodzaj wyniku | Rodzaj wyniku | Rodzaj wyniku | Rodzaj wyniku | Rodzaj wyniku | Rodzaj wyniku | Sety | Sety | Sety  |
| Lp. | Drużyna                              | Pkt | M     | W     | P     | 3:0           | 3:1           | 3:2           | 2:3           | 1:3           | 0:3           | wyg. | prz. | stos. |
| --- | ------------------------------------ | --- | ----- | ----- | ----- | ------------- | ------------- | ------------- | ------------- | ------------- | ------------- | ---- | ---- | ----- |
| 1   | Stoczniowiec Politechnika Gdańska    | 0   | 0     | 0     | 0     | 0             | 0             | 0             | 0             | 0             | 0             | 0    | 0    | MAX   |
| 2   | Trefl Gdańsk II                      | 0   | 0     | 0     | 0     | 0             | 0             | 0             | 0             | 0             | 0             | 0    | 0    | MAX   |
| 3   | UKS SMS Joker Piła                   | 0   | 0     | 0     | 0     | 0             | 0             | 0             | 0             | 0             | 0             | 0    | 0    | MAX   |
| 4   | Enea Energetyk Poznań                | 0   | 0     | 0     | 0     | 0             | 0             | 0             | 0             | 0             | 0             | 0    | 0    | MAX   |
| 5   | SPS Cargill Słupca                   | 0   | 0     | 0     | 0     | 0             | 0             | 0             | 0             | 0             | 0             | 0    | 0    | MAX   |
| 6   | STS Olimpia Sulęcin                  | 0   | 0     | 0     | 0     | 0             | 0             | 0             | 0             | 0             | 0             | 0    | 0    | MAX   |
| 7   | PGE Akademia Siatkówki Stilon        | 0   | 0     | 0     | 0     | 0             | 0             | 0             | 0             | 0             | 0             | 0    | 0    | MAX   |
| 8   | Tarnovia Volleyball Tarnowo Podgórne | 0   | 0     | 0     | 0     | 0             | 0             | 0             | 0             | 0             | 0             | 0    | 0    | MAX   |
| 9   | SUS Travel Elephant Trzebiatów       | 0   | 0     | 0     | 0     | 0             | 0             | 0             | 0             | 0             | 0             | 0    | 0    | MAX   |
| 10  | LUKS Wilki Wilczyn                   | 0   | 0     | 0     | 0     | 0             | 0             | 0             | 0             | 0             | 0             | 0    | 0    | MAX   |
| 11  | Krishome Września                    | 0   | 0     | 0     | 0     | 0             | 0             | 0             | 0             | 0             | 0             | 0    | 0    | MAX   |
| 12  | Volley Team Żychlin                  | 0   | 0     | 0     | 0     | 0             | 0             | 0             | 0             | 0             | 0             | 0    | 0    | MAX   |

Źródło: 
Punktacja: 3:0 i 3:1 – 3 pkt; 3:2 – 2 pkt; 2:3 – 1 pkt; 1:3 i 0:3 – 0 pkt
Zasady ustalania kolejności: 1. liczba punktów; 2. liczba zwycięstw; 3. stosunek setów; 4. stosunek małych punktów; 5. bilans w bezpośrednich meczach
     faza play-off
     spadek do III ligi

### Grupa 2
| Lp. | Drużyna                       | Pkt | Mecze | Mecze | Mecze | Rodzaj wyniku | Rodzaj wyniku | Rodzaj wyniku | Rodzaj wyniku | Rodzaj wyniku | Rodzaj wyniku | Sety | Sety | Sety  |
| Lp. | Drużyna                       | Pkt | M     | W     | P     | 3:0           | 3:1           | 3:2           | 2:3           | 1:3           | 0:3           | wyg. | prz. | stos. |
| --- | ----------------------------- | --- | ----- | ----- | ----- | ------------- | ------------- | ------------- | ------------- | ------------- | ------------- | ---- | ---- | ----- |
| 1   | ProNutiva SKK Belsk Duży      | 0   | 0     | 0     | 0     | 0             | 0             | 0             | 0             | 0             | 0             | 0    | 0    | MAX   |
| 2   | BAS Białystok                 | 0   | 0     | 0     | 0     | 0             | 0             | 0             | 0             | 0             | 0             | 0    | 0    | MAX   |
| 3   | Huragan VC Błonie             | 0   | 0     | 0     | 0     | 0             | 0             | 0             | 0             | 0             | 0             | 0    | 0    | MAX   |
| 4   | SwK Kartpol Kobyłka           | 0   | 0     | 0     | 0     | 0             | 0             | 0             | 0             | 0             | 0             | 0    | 0    | MAX   |
| 5   | Enea KKS Kozienice            | 0   | 0     | 0     | 0     | 0             | 0             | 0             | 0             | 0             | 0             | 0    | 0    | MAX   |
| 6   | MTS Międzyrzec Podlaski       | 0   | 0     | 0     | 0     | 0             | 0             | 0             | 0             | 0             | 0             | 0    | 0    | MAX   |
| 7   | AZS UWM Olsztyn               | 0   | 0     | 0     | 0     | 0             | 0             | 0             | 0             | 0             | 0             | 0    | 0    | MAX   |
| 8   | KPS Płock                     | 0   | 0     | 0     | 0     | 0             | 0             | 0             | 0             | 0             | 0             | 0    | 0    | MAX   |
| 9   | SMS PZPS Spała II             | 0   | 0     | 0     | 0     | 0             | 0             | 0             | 0             | 0             | 0             | 0    | 0    | MAX   |
| 10  | Metro Family Warszawa         | 0   | 0     | 0     | 0     | 0             | 0             | 0             | 0             | 0             | 0             | 0    | 0    | MAX   |
| 11  | MOS Wola Tramwaje Warszawskie | 0   | 0     | 0     | 0     | 0             | 0             | 0             | 0             | 0             | 0             | 0    | 0    | MAX   |
| 12  | Camper Wyszków                | 0   | 0     | 0     | 0     | 0             | 0             | 0             | 0             | 0             | 0             | 0    | 0    | MAX   |

Źródło: 
Punktacja: 3:0 i 3:1 – 3 pkt; 3:2 – 2 pkt; 2:3 – 1 pkt; 1:3 i 0:3 – 0 pkt
Zasady ustalania kolejności: 1. liczba punktów; 2. liczba zwycięstw; 3. stosunek setów; 4. stosunek małych punktów; 5. bilans w bezpośrednich meczach
     faza play-off
     spadek do III ligi

### Grupa 3
| Lp. | Drużyna                               | Pkt | Mecze | Mecze | Mecze | Rodzaj wyniku | Rodzaj wyniku | Rodzaj wyniku | Rodzaj wyniku | Rodzaj wyniku | Rodzaj wyniku | Sety | Sety | Sety  |
| Lp. | Drużyna                               | Pkt | M     | W     | P     | 3:0           | 3:1           | 3:2           | 2:3           | 1:3           | 0:3           | wyg. | prz. | stos. |
| --- | ------------------------------------- | --- | ----- | ----- | ----- | ------------- | ------------- | ------------- | ------------- | ------------- | ------------- | ---- | ---- | ----- |
| 1   | Dofu Bielawianka Bester Bielawa       | 0   | 0     | 0     | 0     | 0             | 0             | 0             | 0             | 0             | 0             | 0    | 0    | MAX   |
| 2   | SPS Modeko Brzeg Dolny                | 0   | 0     | 0     | 0     | 0             | 0             | 0             | 0             | 0             | 0             | 0    | 0    | MAX   |
| 3   | Eco-Team AZS UJD Stoelzle Częstochowa | 0   | 0     | 0     | 0     | 0             | 0             | 0             | 0             | 0             | 0             | 0    | 0    | MAX   |
| 4   | SPS Chrobry Głogów                    | 0   | 0     | 0     | 0     | 0             | 0             | 0             | 0             | 0             | 0             | 0    | 0    | MAX   |
| 5   | MLKS Abo Energy Gubin                 | 0   | 0     | 0     | 0     | 0             | 0             | 0             | 0             | 0             | 0             | 0    | 0    | MAX   |
| 6   | IM Rekord Volley Jelcz-Laskowice      | 0   | 0     | 0     | 0     | 0             | 0             | 0             | 0             | 0             | 0             | 0    | 0    | MAX   |
| 7   | Ikar Legnica                          | 0   | 0     | 0     | 0     | 0             | 0             | 0             | 0             | 0             | 0             | 0    | 0    | MAX   |
| 8   | Bugaj Volley Radomsko                 | 0   | 0     | 0     | 0     | 0             | 0             | 0             | 0             | 0             | 0             | 0    | 0    | MAX   |
| 9   | Chełmiec Wałbrzych                    | 0   | 0     | 0     | 0     | 0             | 0             | 0             | 0             | 0             | 0             | 0    | 0    | MAX   |
| 10  | WKS Wieluń                            | 0   | 0     | 0     | 0     | 0             | 0             | 0             | 0             | 0             | 0             | 0    | 0    | MAX   |
| 11  | Gwardia Wrocław                       | 0   | 0     | 0     | 0     | 0             | 0             | 0             | 0             | 0             | 0             | 0    | 0    | MAX   |
| 12  | BS Żagań WKS Sobieski Żagań           | 0   | 0     | 0     | 0     | 0             | 0             | 0             | 0             | 0             | 0             | 0    | 0    | MAX   |

Źródło: 
Punktacja: 3:0 i 3:1 – 3 pkt; 3:2 – 2 pkt; 2:3 – 1 pkt; 1:3 i 0:3 – 0 pkt
Zasady ustalania kolejności: 1. liczba punktów; 2. liczba zwycięstw; 3. stosunek setów; 4. stosunek małych punktów; 5. bilans w bezpośrednich meczach
     faza play-off
     spadek do III ligi

### Grupa 4
| Lp. | Drużyna                         | Pkt | Mecze | Mecze | Mecze | Rodzaj wyniku | Rodzaj wyniku | Rodzaj wyniku | Rodzaj wyniku | Rodzaj wyniku | Rodzaj wyniku | Sety | Sety | Sety  |
| Lp. | Drużyna                         | Pkt | M     | W     | P     | 3:0           | 3:1           | 3:2           | 2:3           | 1:3           | 0:3           | wyg. | prz. | stos. |
| --- | ------------------------------- | --- | ----- | ----- | ----- | ------------- | ------------- | ------------- | ------------- | ------------- | ------------- | ---- | ---- | ----- |
| 1   | MKS Andrychów                   | 0   | 0     | 0     | 0     | 0             | 0             | 0             | 0             | 0             | 0             | 0    | 0    | MAX   |
| 2   | Volley Hermes Dąbrowa Górnicza  | 0   | 0     | 0     | 0     | 0             | 0             | 0             | 0             | 0             | 0             | 0    | 0    | MAX   |
| 3   | AT Jastrzębski Węgiel           | 0   | 0     | 0     | 0     | 0             | 0             | 0             | 0             | 0             | 0             | 0    | 0    | MAX   |
| 4   | UMKS Kęczanin Kęty              | 0   | 0     | 0     | 0     | 0             | 0             | 0             | 0             | 0             | 0             | 0    | 0    | MAX   |
| 5   | AZS AGH Kraków                  | 0   | 0     | 0     | 0     | 0             | 0             | 0             | 0             | 0             | 0             | 0    | 0    | MAX   |
| 6   | Karpaty - PANS Krosno           | 0   | 0     | 0     | 0     | 0             | 0             | 0             | 0             | 0             | 0             | 0    | 0    | MAX   |
| 7   | SST Lubcza Racławówka           | 0   | 0     | 0     | 0     | 0             | 0             | 0             | 0             | 0             | 0             | 0    | 0    | MAX   |
| 8   | TS Volley Rybnik                | 0   | 0     | 0     | 0     | 0             | 0             | 0             | 0             | 0             | 0             | 0    | 0    | MAX   |
| 9   | AKS AZS UR Rzeszów              | 0   | 0     | 0     | 0     | 0             | 0             | 0             | 0             | 0             | 0             | 0    | 0    | MAX   |
| 10  | Avia Solar Sędziszów Małopolski | 0   | 0     | 0     | 0     | 0             | 0             | 0             | 0             | 0             | 0             | 0    | 0    | MAX   |
| 11  | MKS Wisłok Strzyżów             | 0   | 0     | 0     | 0     | 0             | 0             | 0             | 0             | 0             | 0             | 0    | 0    | MAX   |
| 12  | TKS Tychy                       | 0   | 0     | 0     | 0     | 0             | 0             | 0             | 0             | 0             | 0             | 0    | 0    | MAX   |

Źródło: 
Punktacja: 3:0 i 3:1 – 3 pkt; 3:2 – 2 pkt; 2:3 – 1 pkt; 1:3 i 0:3 – 0 pkt
Zasady ustalania kolejności: 1. liczba punktów; 2. liczba zwycięstw; 3. stosunek setów; 4. stosunek małych punktów; 5. bilans w bezpośrednich meczach
     faza play-off
     spadek do III ligi